# Desjatina
La desjatina (in russo десятина?) era un'unità di superficie russa, nota a partire dalla fine del XV secolo. Dal 1753 il suo valore fu fissato in 2.400 saženi quadrati, pari a circa 1,0925 ettari. Tra il XVIII e l'inizio del XX secolo ne venivano tuttavia utilizzate anche diverse varianti di differente valore. L'uso della desjatina fu ridotto dopo la Rivoluzione d'ottobre per effetto del passaggio al sistema metrico decimale, e del tutto soppresso a partire dal 1º settembre 1927.